# Monedas de Nepal
La primera moneda acuñada en el territorio actual de Nepal fue la de los Sakia en Mahajanapadas, a lo largo de la frontera entre India y Nepal, alrededor de 500 a. C. Estas fueron ejemplo de una moneda inventada en el subcontinente indio que continuó utilizándose en Nepal e India durante más de 1500 años.

## Monedas del subcontinente indio

### Período posterior a Maha Janapadas (c. a.C. 600–?)

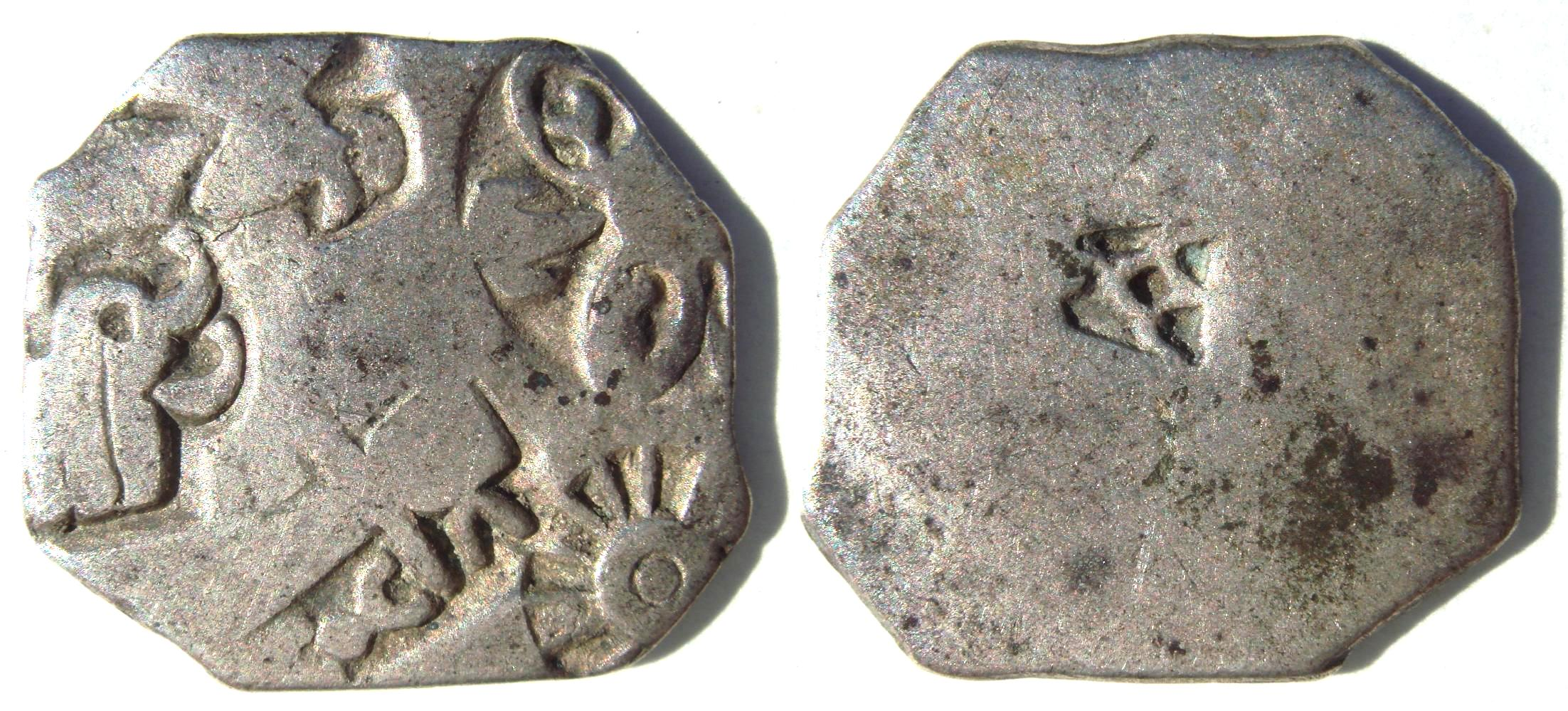
Moneda de plata perforada del imperio Maurya, con símbolos de rueda y elefante. A. C.

En el Imperio Maurya, las marcas de perforación se usaban ampliamente en la región sur de Nepal y también se importaban de las colinas y el valle de Katmandú. Las monedas de Mauryan fueron marcadas con perforaciones con el estándar real para determinar su autenticidad. 

## Imperio Kushán (c. CE 30–375)

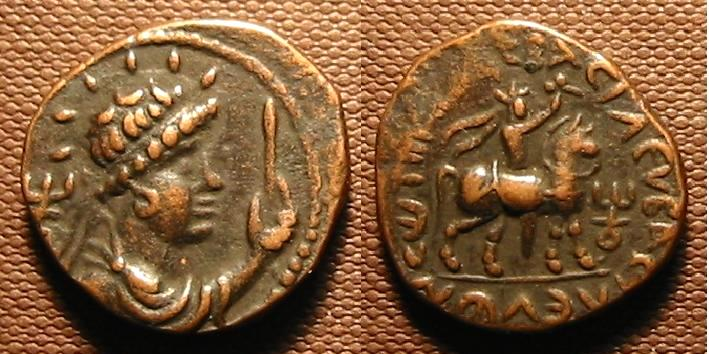
Moneda del rey kushán Vima Takto

Otra moneda importante encontrada en Nepal fue la del Imperio kushán, un imperio sincrético, formado por Yuezhi en los territorios bactrianos a principios del siglo I d. C. Se extendió para abarcar gran parte de Afganistán y las partes del norte del subcontinente indio al menos hasta Nepal. Estas monedas se usaron ampliamente en la región sur de Nepal, pero rara vez se usaron en las colinas y la región del valle de Katmandú. Las monedas representan la imagen de los reyes kushán y otras deidades hindúes y budistas. Algunos eruditos creían que la ascensión al trono del rey kushán Kanishka en el 78 e. C marcó el comienzo de la era del calendario saka, ampliamente utilizado más tarde en Nepal para fechar monedas hasta 1600. Sin embargo, esta fecha no se considera actualmente la fecha histórica de la adhesión de Kanishka. Según Falk se estima que Kanishka ascendió al trono en el año 127 d. C.

## Período clásico de Nepal (c. CE 576–750)

### Reino de Lichhavi

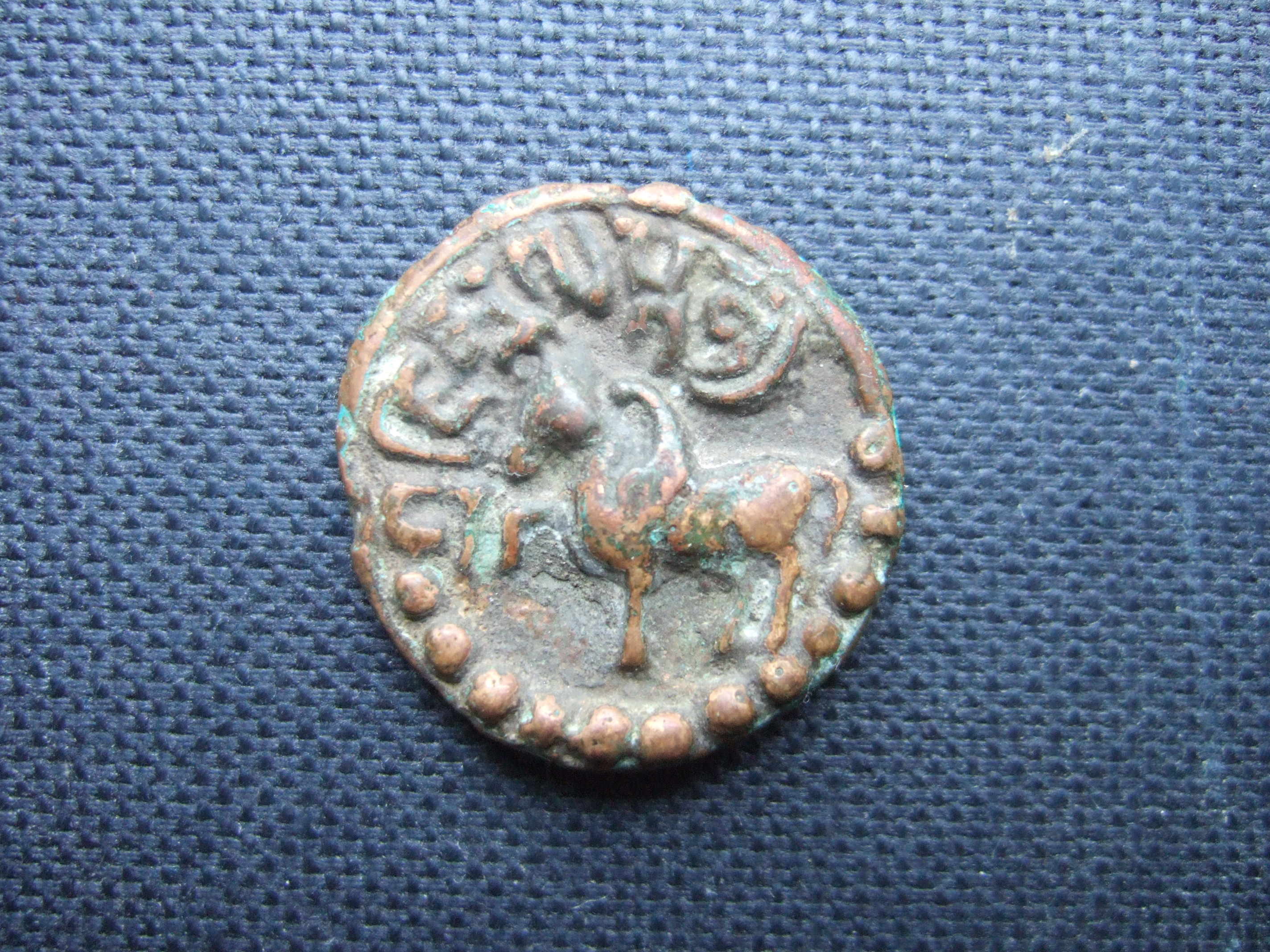
Moneda de cobre de Jishnu Gupta (c. 622-633) de la dinastía nepalí Licchhavi. Anverso. La inscripción sobre el caballo alado es Sri Jishnu Guptasya

El reino Licchavi de Nepal estableció su raíz en el valle de Katmandú a partir del c. CE 576 a 750. Esto marcó el comienzo del período clásico de Nepal. Las monedas de Lichhavi fueron las primeras ampliamente utilizadas en el valle y sus colinas circundantes. Acuñadas en cobre, tenían leyendas en alfabeto gupta, lo que sugiere una influencia cultural significativa de otros reinos importantes del período clásico. Estas monedas son de naturaleza religiosa y pocas tienen nombres de reyes representados en ellas. Las denominaciones conocidas son Pana (Tamika), Purana, Pana-Purana, Matrika, de las cuales algunas fueron golpeadas en flanes fundidos en blanco y otras fueron golpeadas por piezas cortadas. Algunas de las monedas conocidas son Mananka (c. CE 464-505 o 557), Amshuvermam (c. CE 557-605), Vaisravana (c. CE 621), Pashupati (c. CE 641-680), Gunanka (c. CE 625-641) y Jishnu Gupta (c. CE 622-633). La única tasa de conversión conocida es 1 Karshapana = 16 Pana. 

## Periodo medieval (c. CE 750–1540)
La acuñación en el período medieval es en gran parte desconocida debido a la falta de referencias y registros contemporáneos al respecto. Los académicos creen que la explicación más probable es que Mithila y los invasores musulmanes de la India causaron el fracaso del sistema de monedas de Nepal, lo que resultó en un retorno al uso de trozos de cobre sin sellar o polvo de oro y monedas islámicas importadas de la India. Algunas inscripciones sugieren que las monedas anteriores de Lichhavi (a saber, Pana, Purana y Pana-Purana) continuaron hasta la introducción de un nuevo sistema por el rey Sivadeva / Simhadeva (c. CE 1098-1126). Las únicas monedas conocidas de este período de diferentes gobernantes menores son Gold Sivaka, Silver Dam y más tarde Nava-Dam-Sivaka y una moneda de cobre con las leyendas Sri deva Yadasya. 

## Dinastía Malla (c. CE 1540–1768)
Se desarrolló un nuevo sistema de monedasl, especialmente en el valle de Katmandú y las colinas circundantes durante la dinastía Malla de Nepal. Estas monedas fueron acuñadas por los hijos de Yakshya Malla (c. CE 1482) en reinos separados de Katmandú, Bhadgaon, Patan y por los reyes de Dolakha y Gorkha. El diseño habitual, tal vez sugerido por algunos de los problemas de Akbar y Jahangir, consiste en elaborados bordes geométricamente ornamentados que rodean un cuadrado o círculo central, con las leyendas en Nagari encajadas en los espacios que quedan en el diseño. En el anverso aparecen el nombre, los títulos y la fecha del rey, y en el reverso varios símbolos, a veces acompañados por un título adicional o una fórmula religiosa. 

### Estándar Tankas
Tankas o Tanka fueron en su mayoría monedas de plata degradada acuñadas en 10 g. peso con denominaciones menores de 1⁄4, 1⁄32, 1⁄123, 1⁄512 Tanka Dam. Estas monedas se basaron en los diseños de las monedas musulmanas del Sultanato de Delhi, Bengala y el Imperio mogol, que ya circulaban ampliamente en Nepal. Inicialmente acuñadas por el rey Indra Simha (-1545) de Dolakha seguido por el rey Mahendra Simha (1560-1574) de Katmandú y finalmente por los tres reyes. La mayoría de estas monedas no tenían nombre ni fecha, excepto la acuñada por el rey de Patan Siddhi Narasimha en NS 759 (CE. 1639).  

### Estándar Mohar

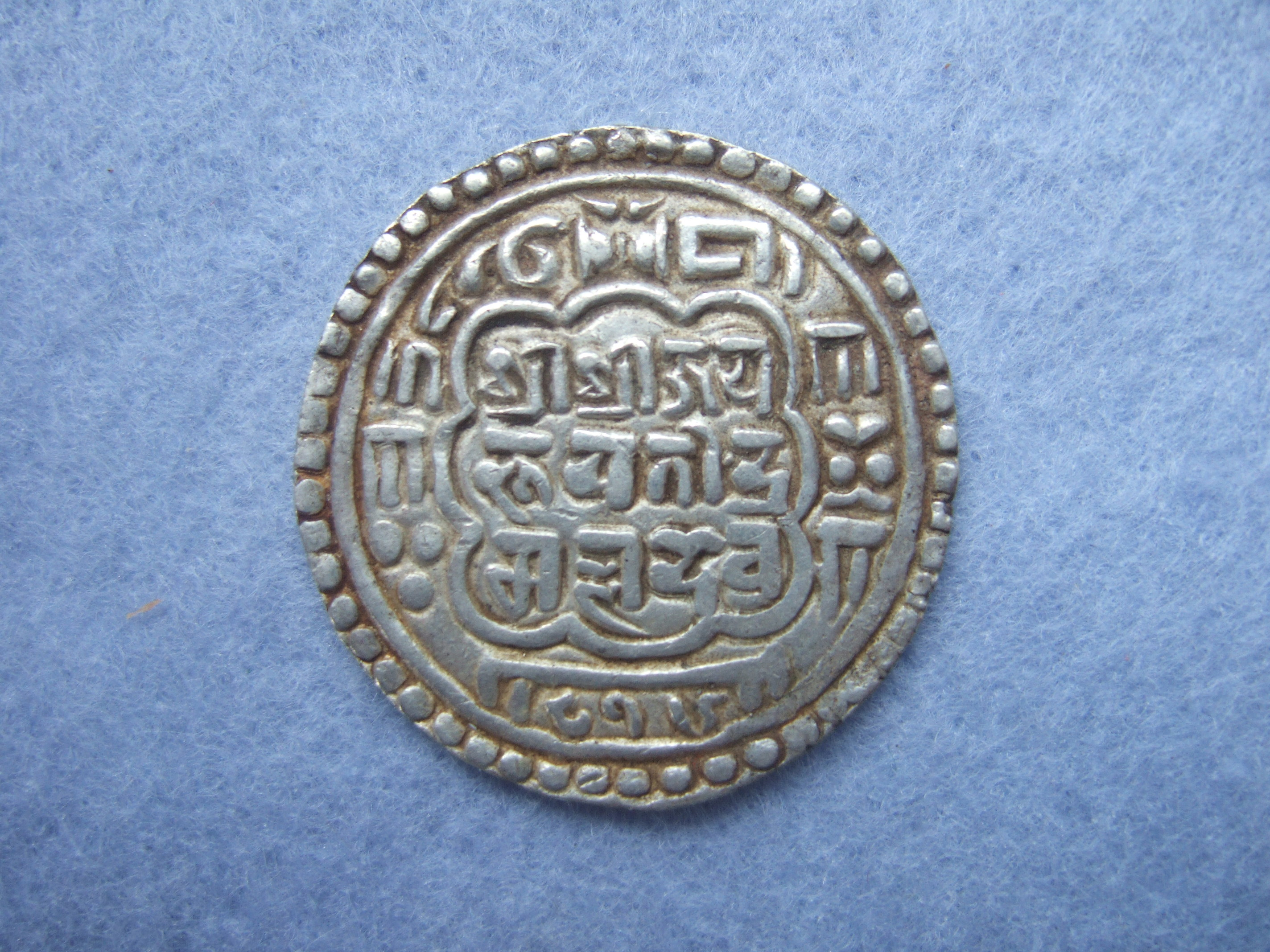
Mohar de plata nepalí en nombre del rey Bhupatindra Malla (gobernado 1696-1722) de Bhadgaon (Bhaktapur), fechado en la Era Nepal 816 (= AD 1696), anverso. Los mohars de plata de este tipo también se exportaron al Tíbet, donde circularon junto con otros mohars de Malla.

Después de una importante reforma, un nuevo estilo de monedas de plata llamado Mohar (inicialmente llamado Mhendramalli) fue acuñado en Nepal con un estándar de peso reducido de 5.4 g. en plata Los tres reinos del valle de Katmandú junto con el Reino de Gorkha usaron estas monedas con pocas modificaciones hasta después de la unificación de Nepal por el rey Prithvi Narayan Shah (1723-1775). Fueron acuñadas en el nuevo diseño artístico del Yantra hindú-budista y alcanzaron las denominaciones de 1⁄4 conocido como Mohar Suki (generalmente en nombre de la reina) y 1⁄128, Mohar Dam. Quedaron impresas con la fecha de Nepal Sambat y con una fecha en la que el rey emisor fue coronado en lugar de la fecha de emisión.

## Dinastía Shah (CE.1747–2008)

### Previo a la conquista del valle
Antes de la conquista del valle de Katmandú, Prithvi Narayan Shah emitió monedas basadas en el sistema Malla-Mohar existente. La primera que se emitió a su nombre fue en CE. 1749, después de lo cual emitió algunas monedas para conmemorar ocasiones especiales y la Unificación de Nepal. Dos de las pocas diferencias innovadoras entre la moneda de Shah y las monedas de Malla es el estar marcadas con la fecha de emisión en lugar del año de coronación, y el cambio en el sistema de datación de Newari Samwat a la era saka. Junto con las monedas emitidas por el rey de Gorkha, algunas monedas de Patan también se emitieron en nombre de Prithivi Narayan Shah y su esposa, la r4eina Narendra Rajya Laxmi Devi, después de que fue seleccionado por unanimidad como rey de Patan.

### Después de la conquista del valle
Después de la conquista del valle de Katmandú, el rey Prithivi Narayan Shah retiró todas las monedas antiguas de Malla y, para detener su circulación, devaluó su tipo de cambio. Además de la emisión regular de Mohar, Suka, se acuñaron monedas Dam con el nombre de la reina Narendra Lakshmi y se acuñó una nueva moneda con el doble de valor y peso del Mohar equivalente a la Rupia india. Algunas monedas de oro también fueron acuñadas durante su reinado, pero como Nisars para su uso en ceremonias especiales. Los sucesores de Prithivi Narayan Shah continuaron con sus modificaciones en el sistema monetario y de datación y continuaron emitiendo monedas de plata y oro Nisar similares en sus nombres y en los de sus reinas. En 1789 (Sak.1711) el rey Rana de Nepal redujo el diámetro del Mohar y aumentó la producción de denominaciones más pequeñas y monedas de oro. 

### Reina regente
Varias monedas suki fueron emitidas por las reinas regentes de la dinastía Shah debido a un cambio de poder en la corte. En Sak.1722  la reina Maharani Raj Rajeshwari Devi, esposa principal de Rana emitió su propia moneda suki como regente del rey Girvan Yuddha Bikram Shah seguida por su sucesora Suwarna Prabha Devi (Sak.1723). Raja de Rajeshwari Devi lo hizo nuevamente en Sak.1724 y, probablemente, con diferentes nombres (Amar Rajeshwari y Mahamaheshwari).

### Monedas de cobre en el valle

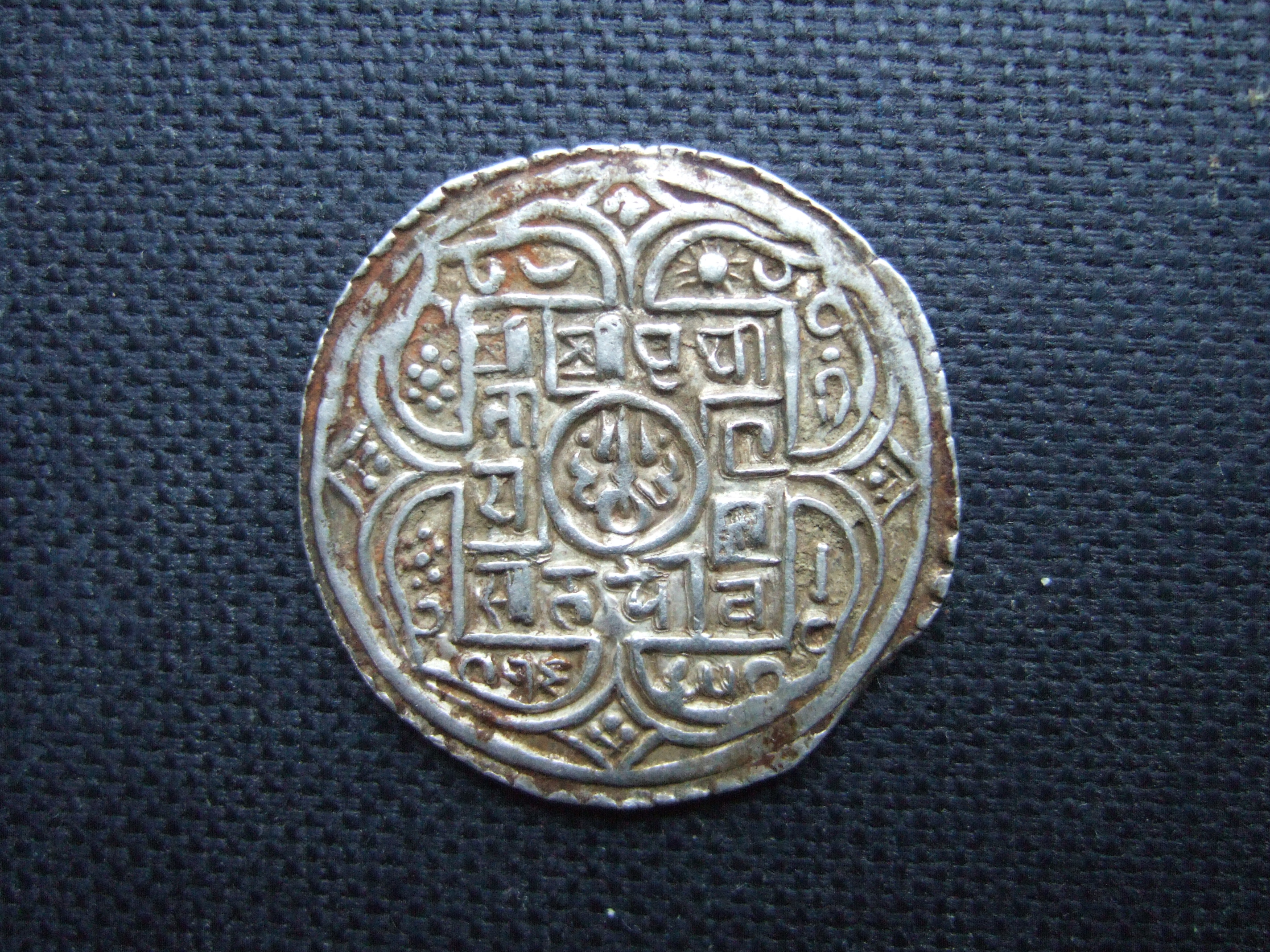
Moneda del Rey Prithivi Narayan Shah

En 1865 , se emitieron las primeras monedas de cobre para el valle de Katmandú en la denominación Paisa, doble paisa y Dam con inscripción en escritura Devanagari.

## Sistema

### Estándar Tanka
- 1 Tanka
- 1⁄4  Tanka
- 1⁄32  Tanka  =  4 Dam
- 1 Dam  =  4 Jawa

### Sistema Mohar de plata (después de 1640)
- Double Rupee = 4 Mohar
- 1 Rupee /Double Mohar  = 2 Mohar
- 1 Mohar  =   2 Suka
- 1  Suka    =   2  Ani
- 1 Ani  =   2  Adha-ani
- 1 Adha-ani     =  2  paisa
- 1 Paisa Mohar =   4 Dams
- 1 Dam     =   4 Jawa

### Estándar Copper
- 1 Ganda or Ani/Aana  =  2 Dyak or 2 Doble Paisa
- 1  Dyak or 1  Doble Paisa  =  2 Dhebua o 2 Paisa
- 1 Dhebua/Paisa  =  4 Dam (Copper)

### Sistema de monedas de oro
- Duitole Asarfi  =  4 Mohar  =  2 Tolas  =  360 granos troy
- Bakla Asarfi  =  2 Mohar  =  1 Tola  =  180 granos troy
- Patla/Majhawala  Asarfi  =  1 Mohar  =  1⁄2 Tola  =  90 granos troy
- Suka Asarfi  =  1⁄2  Mohar=  1⁄4 Tola  =  45 granos troy
- Suki  =  1⁄8  Mohar=  1⁄16 Tola  =  22.5 granos troy
- Ani  =  1⁄16  Mohar   =  1⁄32  Tola  =  2.93 granos troy
- Adha-Ani  =  1⁄32  Mohar   =  1⁄64 Tola  =  5.87 granos troy
- Pal  =   1⁄64  Mohar   =  1⁄128 Tola  =  2.93 granos troy
- Dam  =   1⁄154  Mohar  =  1⁄317 Tola   =  0.71 granos troy[6]